# Vương Diên Thọ
Vương Diên Thọ (giản thể: 王延寿; phồn thể: 王延壽; bính âm: Wang Yanshou; ? – ?), tự là Văn Khảo (文考), là nhà văn thời Đông Hán trong lịch sử Trung Quốc.

## Cuộc đời
Vương Diên Thọ là con trai của nhà văn Vương Dật, quê ở huyện Nghi Thành, quận Nam, Kinh Châu. Người đương thời khen Diên Thọ có tuấn tài (tài trí hơn người).
Vương Diên Thọ từng đi đến nước Lỗ, viết lên bài Lỗ Linh Quang điện phú, tường thuật lại quá trình xây dựng điện Linh Quang của Lỗ Cung vương Lưu Dư, cũng như kiến trúc và bích họa trong điện. Đây là tư liệu quan trọng khi nghiên cứu kiến trúc và hội họa thời nhà Hán. Bấy giờ, Thái Ung cũng sáng tác một bài phú có tên và chủ đề tương tự, đến khi đọc bài phú của Vương Diên Thọ thì tự thẹn không bằng, đem bản thảo đốt bỏ.
Về sau, Vương Diên Thọ bị chết đuối khi đi thuyền qua sông Tương, thọ hơn 20 tuổi.

## Tác phẩm
Hầu hết các tác phẩm của Vương Diên Thọ đều bị thất lạc, chỉ còn ba bài phú tản mạn được thời sau sưu tầm. Tương truyền, Văn bia miếu Đồng Bách do Vương Diên Thọ soạn, nhưng chưa có bằng chứng thuyết phục.
- Lỗ Linh Quang điện phú (魯靈光殿賦)
- Mộng phú (夢賦)[1]
- Vương tôn phú (王孫賦)

## Đánh giá
Nhà văn Lưu Hiệp thời Lương trong sách Văn tâm điêu long nhận xét: "Linh Quang" của Diên Thọ có thế sinh động, là anh kiệt trong từ phú.
Giáo sư Bằng Minh trong sách Lược sử thơ ca Trung Quốc tán thưởng: "Lỗ Linh Quang điện phú" [của Vương Diên Thọ], có thể xem như bài phú nổi tiếng cuối cùng của thời đại nhà Hán.